# Provo (Vladimirci)
Provo (Servisch: Прово) is een plaats in de Servische gemeente Vladimirci. De plaats telt 2355 inwoners (2002).